# 贝聚拉福雷
贝聚拉福雷（法語：Bézu-la-Forêt，法語發音：[bezy la fɔʁɛ]）是法国厄尔省的一个市镇，属于莱桑德利区。

## 地理
贝聚拉福雷（49°24'5"N, 1°37'49"E）面积8.98 平方千米，位于法国诺曼底大区厄尔省，该省份为法国北部内陆省份，北起滨海塞纳省，西接奧恩省和卡爾瓦多斯省，南至厄尔-卢瓦省，东临瓦兹省、瓦兹河谷省和伊夫林省。
与贝聚拉福雷接壤的市镇（或旧市镇、城区）包括：博康坦、隆尚、马尔塔尼、梅尼勒苏维埃纳、莫尔尼、贝藏库尔、蒙罗蒂。

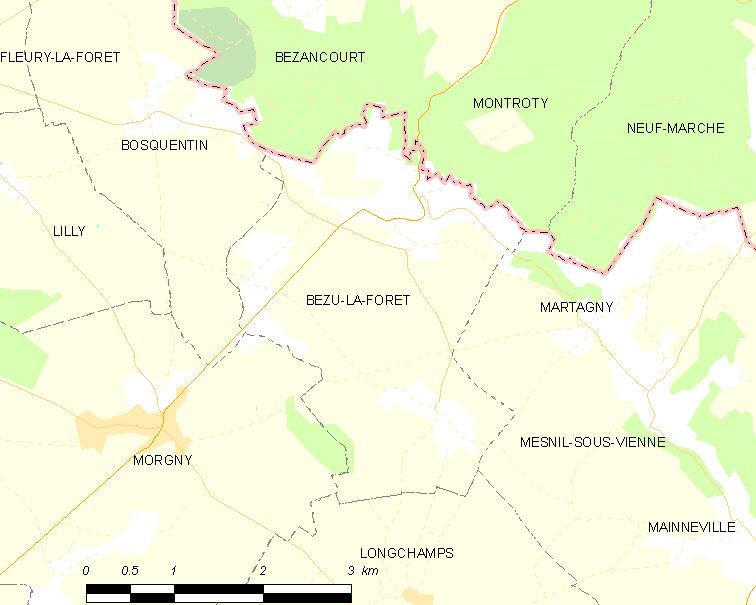
贝聚拉福雷的OSM定位图

贝聚拉福雷的时区为UTC+01:00、UTC+02:00（夏令时）。

## 行政
贝聚拉福雷的邮政编码为27480，INSEE市镇编码为27066。

## 政治
贝聚拉福雷所属的省级选区为昂代勒河畔罗米伊县。

## 人口

1962-2008年间贝聚拉福雷人口变化图示

贝聚拉福雷于2022年1月1日时的人口数量为289人。